# Aagot Børseth
Aagot Børseth, född 29 november 1898 i Kristiania (nuvarande Oslo), död 1993 i Oslo, var en norsk skådespelare.
Hon debuterade 1918 vid Stavanger Teater som Grete i Peter Egges pjäs Faddergaven. Hon gjorde sin filmdebut 1921 och deltog i ett flertal norska filmer. Sju år senare, 1928, debuterade hon på den norska nationalscenen Nationaltheatret där hon skulle komma att stanna till 1968 och göra fler än 120 olika roller. Under sitt näst sist år på teatern, 1967, deltog hon i Ingmar Bergmans uppsättning av Luigi Pirandellos pjäs Sex roller söker en författare. Hon var också flitigt anlitad av den norska radioteatern.
Hon var gift med skådespelaren Henrik Børseth som också var verksam vid Nationaltheatret.

## Filmografi (i urval)
- 1921 – Jomfru Trofast
- 1921 – Felix
- 1940 – Frestelse
- 1953 – Selkvinnen
- 1959 – Støv på hjernen
- 1961 – Norges söner
- 1962 – Sønner av Norge kjøper bil